# Gutenberg (Stájerország)
Gutenberg osztrák község Stájerország Weizi járásában. 2023 januárjában 1636 lakosa volt. 

## Elhelyezkedése

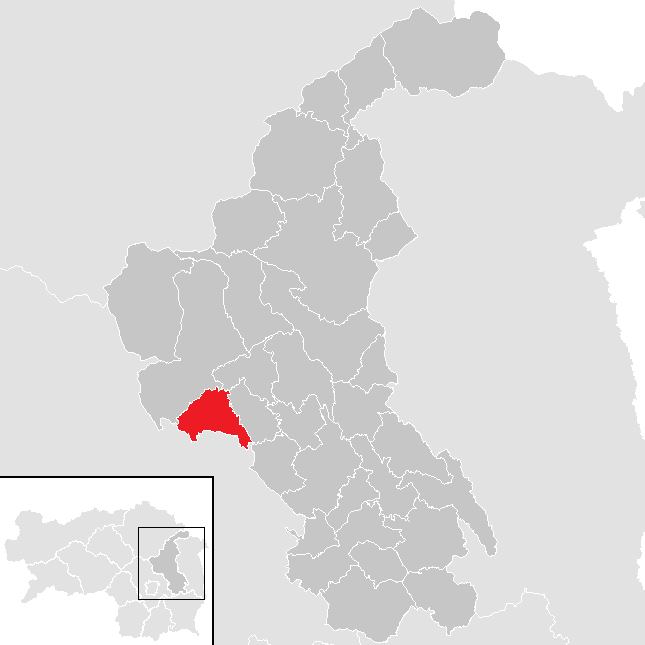
Gutenberg a Weizi járásban

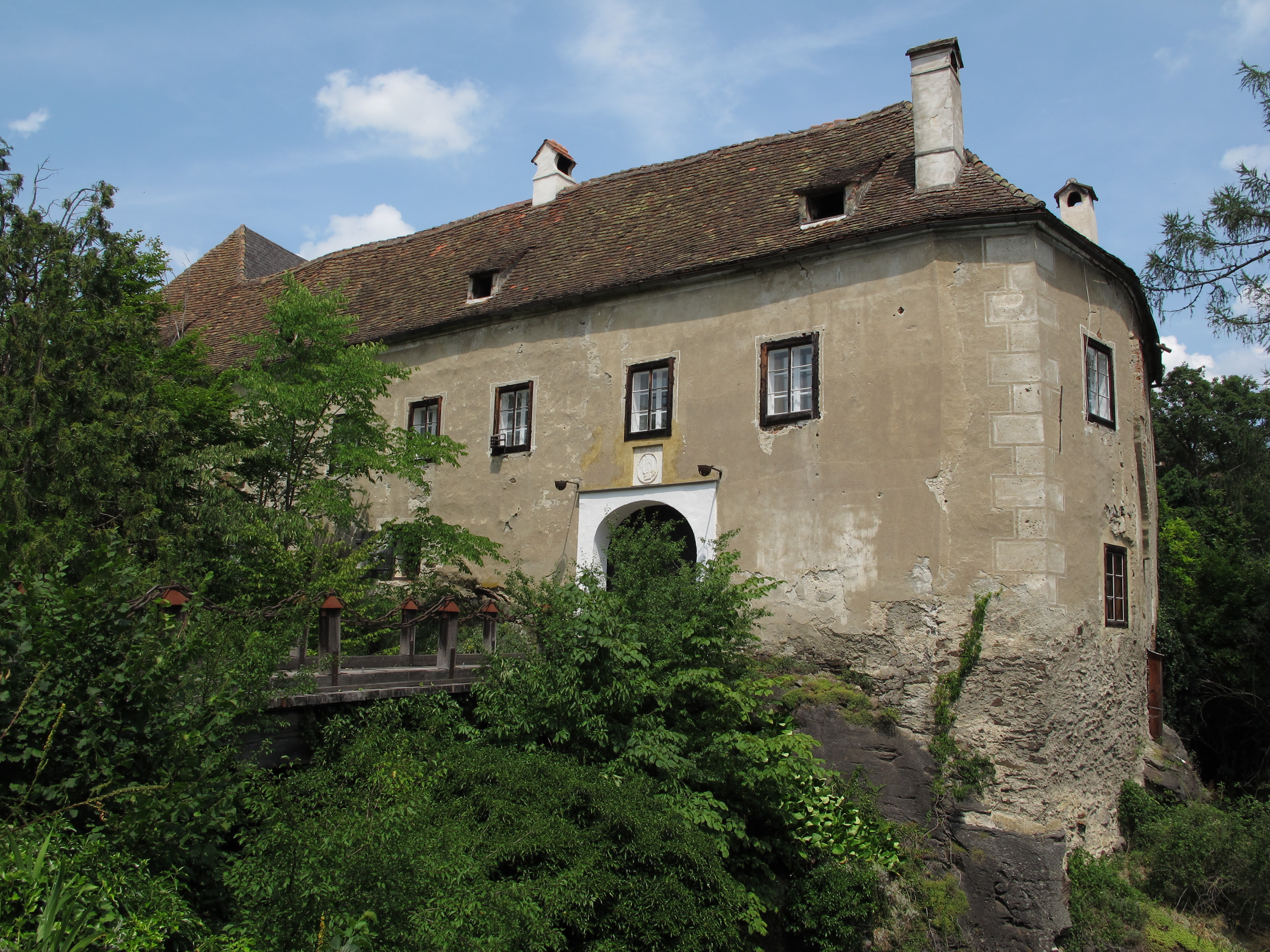
A Gutenberg-kastély

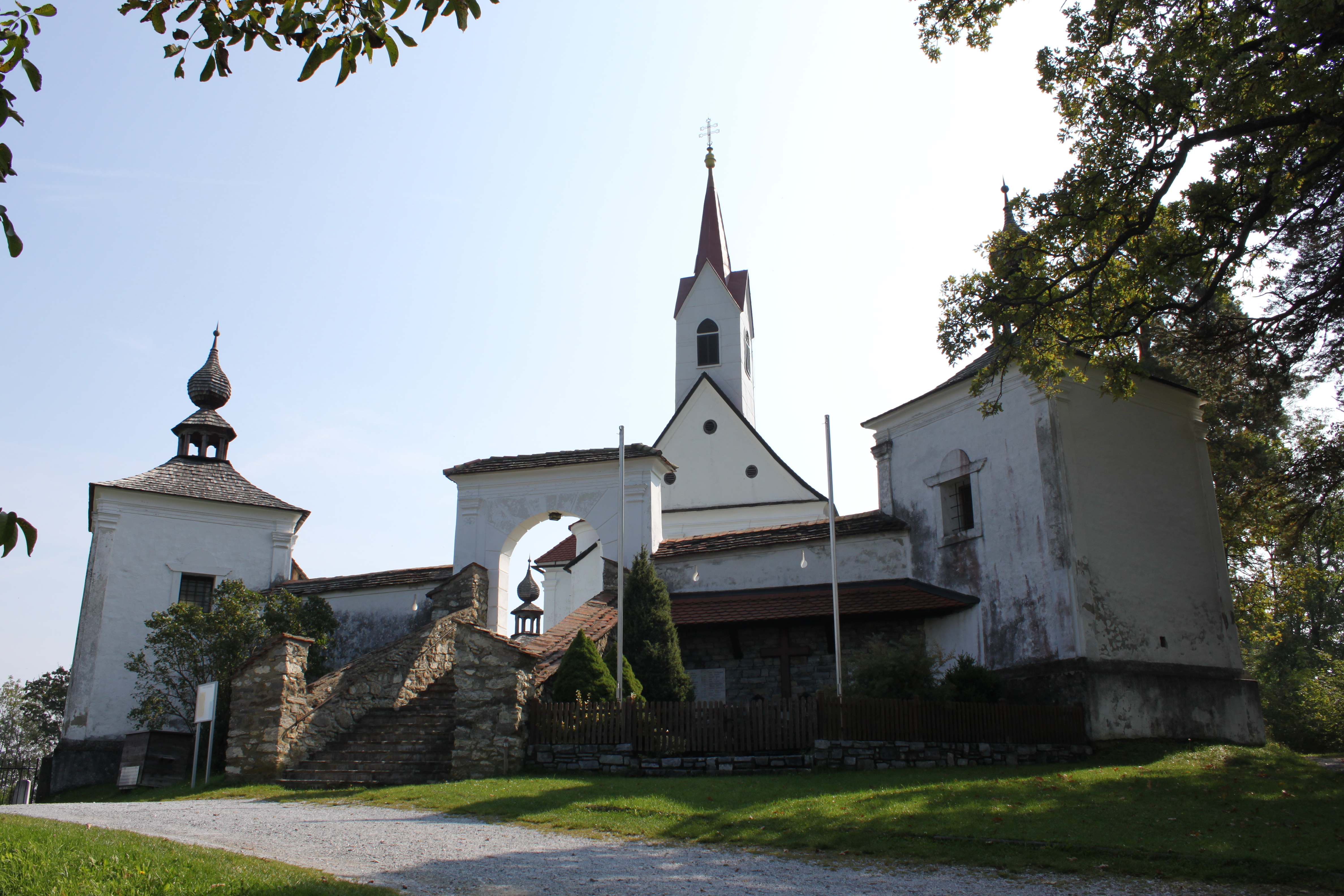
A Loreto-templom

Gutenberg a Grazi-hegyvidéken fekszik, az 1440 m magas Schökl keleti lejtőin. Legfontosabb folyóvizei a Rába (amely a közelben ered és a község keleti határát alkotja) és a Kleinsemmeringbach.
Az önkormányzat 4 települést egyesít: Garrach (491 lakos 2023-ban), Kleinsemmering	(780), Stenzengreith (204) és Stockheim (161).
A környező önkormányzatok: északra Passail, északkeletre Naas, keletre Mortantsch, délre Kumberg, délnyugatra Sankt Radegund bei Graz.

## Története
Az önkormányzat a 2015-ös stájerországi közigazgatási reform során jött létre Gutenberg an der Raabklamm és Stenzengreith községek egyesítésével Gutenberg-Stenzengreith néven. 2023-ban átnevezték Gutenbergre.

## Lakosság
A gutenbergi önkormányzat területén 2018 januárjában 1773 fő élt. A lakosságszám 2011-ig növekedett (1775 fő), azóta stagnál. 2015-ben a helybeliek 98,3%-a volt osztrák állampolgár; a külföldiek közül 0,5% a régi (2004 előtti), 1% az új EU-tagállamokból érkezett. 2001-ben Gutenberg an der Raabklammban a lakosok 92,6%-a római katolikusnak, 1,2% evangélikusnak, 3,4% pedig felekezeten kívülinek vallotta magát. Ugyanekkor 10 magyar élt a községben.  

## Látnivalók
- Gutenberg várát III. Luitold von Waldstein építtette, aki 1185-ben költözött az épületbe. 1286-ban a Stubenbergek szerezték meg és máig az ő leszármazottaik birtokában található. A középkori várat 1567-ben kibővítették és reneszánsz elemekkel gazdagították.
- a Szentháromság-templomot 1788-ban építtette Leopold Stubenberg gróf. 1870-ben plébániatemplomi státuszt kapott.
- a garrachi Loreto-templomot 1691-ben emeltette Sigmund Stubenberg.

## Fordítás
- Ez a szócikk részben vagy egészben  a   Gutenberg című német Wikipédia-szócikk ezen változatának fordításán alapul.  Az eredeti cikk szerkesztőit annak laptörténete sorolja fel. Ez a jelzés csupán a megfogalmazás eredetét és a szerzői jogokat jelzi, nem szolgál a cikkben szereplő információk forrásmegjelöléseként.